# NGC 3631
NGC 3631 is een spiraalvormig sterrenstelsel in het sterrenbeeld Grote Beer. Het hemelobject werd op 14 april 1789 ontdekt door de Duits-Britse astronoom William Herschel.

## Synoniemen
- UGC 6360
- MCG 9-19-47
- ZWG 268.21
- Arp 27
- VV 363
- IRAS 11181+5326
- PGC 34767